# Дума (Молдова)
Дума (рум. Duma) — село в Каларашском районе Молдавии. Наряду с сёлами Деренеу и Буларда входит в состав коммуны Деренеу.

## География
Село расположено на высоте 148 метров над уровнем моря.

## Население
По данным переписи населения 2004 года, в селе Дума проживает 104 человека (58 мужчин, 46 женщин).
Этнический состав села:
| Национальность | Число жителей | Процентный состав |
| -------------- | ------------- | ----------------- |
| молдаване      | 104           | 100.0             |
| Всего          | 104           | 100%              |